# Lucie Arnoux
Lucie Arnoux est une illustratrice, une peintre et une autrice de bande dessinée française vivant en Angleterre.

## Biographie
Née en 1991 près d’Aix-en-Provence, Lucie Arnoux est la petite-fille de l’acteur et scénariste Robert Lamoureux. De façon précoce, elle rejoint le Gottferdom Studio à 14 ans, pour être repérée très vite par Christophe Arleston et être publiée dès 17 ans au sein du Lanfeust Mag. Pendant six ans en parallèle de ses études, elle y scénarise et dessine une bande dessinée autobiographique, qui deviendra en 2022 le roman graphique Je ne sais quoi, aux éditions Random House.
Après une année de préparation aux écoles à l’EPSAA de Paris, elle s'installe à Londres, au Royaume-Uni, et obtient un diplôme d’illustration et animation à l'Université Kingston en 2013.

## Œuvres
Attirée par les univers fantastiques, Lucie Arnoux produit des illustrations fouillées, souvent joyeuses ou contemplatives. Son travail est marqué par les influences de Grzegorz Rosiński, Ursula le Guin, Diana Wynne Jones, Claude Ponti ou encore Christophe Arleston.

### Bandes dessinées
- Je ne sais quoi, 2022, Random House
- Fractale, (2024) Link Digital Editions
- Les Enquêtes d'Enola Holmes, d'après l'œuvre de Nancy Springer, Éditions Jungle :
  - Tome 6 Métro Baker Street (2019) ;
  - Tome 7 Enola Holmes et la Barouche Noire (2022).
  - Tome 8 Enola Holmes et l'élégante évasion (2023)

### Livres illustrés
- Les Métamorphoses, Ovide, 2020, Flammarion
- Odyssée, Homère, 2018, Flammarion
- The Snow Queen, Hans Christian Andersen, 2015, Pushkin Press
- In Their Shoes, contes classiques, 2015, Pushkin Press
- The Queen the Princes and the Mermaid, Hans Christian Andersen, 2020, Pushkin Press

### Décors et accessoires de théâtre
Lucie Arnoux a souvent travaillé comme assistante de Tim Bird, scénographe anglais récompensé par un Tony Awards et un Laurence Olivier Awards.
- The Wind in the Willows, avec Tim Bird, 2016, Rose Theatre
- Alice in Winterland, avec Tim Bird, 2017, Rose Theatre
- Sukanya, avec Lawrence Watson, 2017, Royal Opera House
- Hansel and Gretel, avec Tim Bird, 2018, Rose Theatre

## Prix et récompense
- Guardian Graphic Novel of the Month en octobre 2022 pour Je ne sais quoi[4].

## Engagement
Lucie Arnoux affiche publiquement son soutien aux causes LGTB+ , notamment par la mise en scène de personnages divers et sous-représentés. Elle est membre de l’œuvre de charité anglaise Creative Youth, mais aussi éditrice et cofondatrice des publications et évènements queer T’Art Press.